# Anaxyrus retiformis
Anaxyrus retiformis é uma espécie de anfíbio anuro da família Bufonidae. Não foi ainda avaliada pela Lista Vermelha do UICN. Está presente nos Estados Unidos e México.